# Antoine Bazin
Pour les articles homonymes, voir Bazin.
Antoine-Pierre-Louis Bazin, dit Bazin aîné, né à Saint-Brice-sous-Forêt le 26 mars 1799 et mort à Paris 5e le 30 décembre 1862, est un sinologue français.

## Biographie

### Enfance et formation
Antoine Bazin est le fils de Pierre-Elisabeth Bazin, docteur en médecine, nommé membre du conseil municipal de Saint-Brice le 8 janvier 1801 et de Anne Rose Gault.
Il est le frère d’Ernest Bazin, professeur de dermatologie, et de Pierre Alphonse Bazin, docteur en médecine, successeur de son père à Saint-Brice.

### Activité
Élève d'Abel Rémusat et de Stanislas Julien, il fut professeur de chinois à la Bibliothèque royale, à l'École des langues orientales en 1840 (il y est le titulaire de la première chaire de chinois en 1843), et secrétaire adjoint de la Société asiatique. Il écrivit d'ailleurs souvent dans le Journal asiatique.

## Ouvrages
- Notice du ″Chan-Haï-King″, cosmographie fabuleuse attribuée au grand Yu (1840)
- Rapport fait à la Société Asiatique sur une chrestomathie chinoise publiée à Ning po en 1846 (1848)
- Le Siècle des Youên, ou Tableau historique de la littérature chinoise, depuis l'avènement des empereurs mongols jusqu'à la restauration des Ming (1850)
- Recherches sur les institutions administratives et municipales de la Chine (1854)
- Recherches sur l'origine, l'histoire et la constitution des ordres religieux dans l'Empire chinois (1856)
- Grammaire mandarine, ou Principes généraux de la langue chinoise parlée (1856)
- Notice historique sur le Collège médical de Péking, d'après le ″Taï-thsing-hoeï-tièn″ (1857)
- Mémoires sur l'organisation intérieure des écoles chinoises  (1859)

## Traductions
- Théâtre chinois ou choix de pièces de théâtre composées sous les empereurs mongols, trad. M. Bazin Aîné, Imprimerie royale, Paris, 1838. [lire en ligne] sur archive.org / [lire en ligne] sur gallica.
- Bazin, A. P. L. Le Pi-pa-ki ou l'Histoire du Luth, Paris, Imprimerie Royale, 1841.
- Ho-Han-Chan ou La Tunique Confrontée (He hanshan)[5].